# Atletismo nos Jogos Olímpicos de Verão de 2024 - Heptatlo feminino
A prova do heptatlo feminino do atletismo nos Jogos Olímpicos de Verão de 2024 ocorreu em 8 e 9 de agosto de 2024 no Stade de France, em Paris. Um total de 23 atletas de 14 Comitês Olímpicos Nacionais (CON) participaram do evento.

## Qualificação
Cada Comitê Olímpico Nacional (CON) poderia inscrever no máximo três atletas qualificadas em cada evento individual. Para o heptatlo feminino, o período de qualificação foi entre 31 de dezembro de 2022 a 30 de junho de 2024.

## Formato
O heptatlo consiste em sete provas de atletismo divididas em dois dias, com um sistema que atribui pontuações para os melhores resultados em cada uma das sete disciplinas. Todas as atletas competem em todas as provas, sem rodadas eliminatórias.

## Calendário
Horário local (UTC+2)
| Data                | Horário                 | Fase                                                                  |
| ------------------- | ----------------------- | --------------------------------------------------------------------- |
| 8 de agosto de 2024 | 10:05 11:05 19:35 20:55 | 100 metros com barreiras Salto em altura Arremesso de peso 200 metros |
| 9 de agosto de 2024 | 10:05 11:20 20:15       | Salto em distância Lançamento de dardo 800 metros                     |

## Medalhistas
| Ouro   | BEL Nafissatou Thiam          |
| Prata  | GBR Katarina Johnson-Thompson |
| Bronze | BEL Noor Vidts                |

## Recordes
Antes desta competição, os recordes mundiais e olímpicos da prova eram os seguintes:
| Tipo | Atleta               | Pontos | Local | Data                   |
| ---- | -------------------- | ------ | ----- | ---------------------- |
|      | Jackie Joyner-Kersee | 7291   | Seul  | 24 de setembro de 1988 |
|      | Jackie Joyner-Kersee | 7291   | Seul  | 24 de setembro de 1988 |

## Resultados

### 100 metros com barreiras
Os seguintes resultados foram estabelecidos na primeira prova do primeiro dia:
| Pos.                                                                | Bateria | Atleta                    | CON                | Tempo | Pontos | Notas                |
| ------------------------------------------------------------------- | ------- | ------------------------- | ------------------ | ----- | ------ | -------------------- |
| 1                                                                   | 3       | Annik Kälin               | SUI Suíça          | 12.87 | 1144   | Recorde pessoal      |
| 2                                                                   | 3       | Taliyah Brooks            | USA Estados Unidos | 13.00 | 1124   | Recorde da temporada |
| 3                                                                   | 3       | Noor Vidts                | BEL Bélgica        | 13.10 | 1109   | Recorde pessoal      |
| 4                                                                   | 3       | Martha Araújo             | COL Colômbia       | 13.15 | 1102   |                      |
| 5                                                                   | 3       | Chari Hawkins             | USA Estados Unidos | 13.16 | 1100   |                      |
| 6                                                                   | 1       | Adrianna Sułek-Schubert   | POL Polônia        | 13.32 | 1077   | Recorde da temporada |
| 7                                                                   | 3       | Anna Hall                 | USA Estados Unidos | 13.36 | 1071   |                      |
| 8                                                                   | 1       | Katarina Johnson-Thompson | GBR Grã-Bretanha   | 13.40 | 1065   | Recorde da temporada |
| 9                                                                   | 3       | Sveva Gerevini            | ITA Itália         | 13.40 | 1065   |                      |
| 10                                                                  | 2       | Emma Oosterwegel          | NED Países Baixos  | 13.41 | 1063   | Recorde da temporada |
| 11                                                                  | 2       | Carolin Schäfer           | GER Alemanha       | 13.42 | 1062   |                      |
| 12                                                                  | 2       | Camryn Newton-Smith       | AUS Austrália      | 13.46 | 1056   |                      |
| 13                                                                  | 2       | Anouk Vetter              | NED Países Baixos  | 13.49 | 1052   |                      |
| 14                                                                  | 1       | Jade O'Dowda              | GBR Grã-Bretanha   | 13.53 | 1046   | Recorde da temporada |
| 15                                                                  | 3       | Auriana Lazraq-Khlass     | FRA França         | 13.54 | 1044   |                      |
| 16                                                                  | 2       | Nafissatou Thiam          | BEL Bélgica        | 13.56 | 1041   |                      |
| 17                                                                  | 1       | Sofie Dokter              | NED Países Baixos  | 13.57 | 1040   | Recorde da temporada |
| 18                                                                  | 1       | Xénia Krizsán             | HUN Hungria        | 13.61 | 1034   | Recorde da temporada |
| 19                                                                  | 2       | Saga Vanninen             | FIN Finlândia      | 13.61 | 1034   |                      |
| 20                                                                  | 1       | Tori West                 | AUS Austrália      | 13.62 | 1033   | Recorde pessoal      |
| 21                                                                  | 1       | Rita Nemes                | HUN Hungria        | 13.82 | 1004   |                      |
| 22                                                                  | 1       | Kate O'Connor             | IRL Irlanda        | 14.08 | 967    |                      |
|                                                                     | 2       | Sophie Weißenberg         | GER Alemanha       |       |        | DNS                  |
| Vento: Bateria 1: +0.1 m/s, Bateria 2: 0.0 m/s, Bateria 3: –0.1 m/s |         |                           |                    |       |        |                      |

### Salto em altura
Os seguintes resultados foram estabelecidos na segunda prova do primeiro dia:
| Pos. | Grupo | Atleta                    | CON                | Altura | Pontos | Notas                | Pontuação geral | Posição geral |
| ---- | ----- | ------------------------- | ------------------ | ------ | ------ | -------------------- | --------------- | ------------- |
| 1    | B     | Nafissatou Thiam          | BEL Bélgica        | 1.92   | 1132   |                      | 2173            | 2             |
| 2    | B     | Katarina Johnson-Thompson | GBR Grã-Bretanha   | 1.92   | 1132   | Recorde da temporada | 2197            | 1             |
| 3    | B     | Anna Hall                 | USA Estados Unidos | 1.89   | 1093   | Recorde da temporada | 2164            | 3             |
| 4    | B     | Sofie Dokter              | NED Países Baixos  | 1.86   | 1054   | Recorde da temporada | 2094            | 5             |
| 5    | B     | Noor Vidts                | BEL Bélgica        | 1.83   | 1016   |                      | 2125            | 4             |
| 6    | B     | Jade O'Dowda              | GBR Grã-Bretanha   | 1.80   | 978    |                      | 2024            | 9             |
| 7    | B     | Camryn Newton-Smith       | AUS Austrália      | 1.80   | 978    |                      | 2034            | 8             |
| 8    | B     | Taliyah Brooks            | USA Estados Unidos | 1.77   | 941    |                      | 2065            | 6             |
| 8    | B     | Adrianna Sułek-Schubert   | POL Polônia        | 1.77   | 941    |                      | 2018            | 10            |
| 10   | A     | Kate O'Connor             | IRL Irlanda        | 1.77   | 941    | Recorde da temporada | 1908            | 19            |
| 11   | A     | Xénia Krizsán             | HUN Hungria        | 1.77   | 941    | Recorde da temporada | 1975            | 11            |
| 11   | A     | Rita Nemes                | HUN Hungria        | 1.77   | 941    |                      | 1945            | 16            |
| 13   | A     | Annik Kälin               | SUI Suíça          | 1.74   | 903    | Recorde da temporada | 2047            | 7             |
| 14   | B     | Saga Vanninen             | FIN Finlândia      | 1.74   | 903    |                      | 1937            | 17            |
| 14   | A     | Anouk Vetter              | NED Países Baixos  | 1.74   | 903    | Recorde da temporada | 1955            | 15            |
| 16   | B     | Sveva Gerevini            | ITA Itália         | 1.74   | 903    |                      | 1968            | 13            |
| 17   | A     | Emma Oosterwegel          | NED Países Baixos  | 1.74   | 903    | Recorde da temporada | 1966            | 14            |
| 18   | A     | Carolin Schäfer           | GER Alemanha       | 1.71   | 867    |                      | 1929            | 18            |
| 18   | A     | Tori West                 | AUS Austrália      | 1.71   | 867    |                      | 1900            | 20            |
| 20   | A     | Martha Araújo             | COL Colômbia       | 1.71   | 867    |                      | 1969            | 12            |
| 21   | A     | Auriana Lazraq-Khlass     | FRA França         | 1.68   | 830    |                      | 1874            | 21            |
|      | B     | Chari Hawkins             | USA Estados Unidos | NM     | 0      |                      | 1100            | 22            |
|      | B     | Sophie Weißenberg         | GER Alemanha       |        |        | DNS                  |                 |               |

### Arremesso de peso
Os seguintes resultados foram estabelecidos na terceira prova do primeiro dia:
| Pos. | Grupo | Atleta                    | CON                | #1    | #2    | #3    | Distância | Pontos | Notas                | Pontuação geral | Pos. geral |
| ---- | ----- | ------------------------- | ------------------ | ----- | ----- | ----- | --------- | ------ | -------------------- | --------------- | ---------- |
| 1    | B     | Nafissatou Thiam          | BEL Bélgica        | x     | 15.20 | 15.54 | 15.54     | 897    | Recorde da temporada | 3070            | 1          |
| 2    | B     | Anouk Vetter              | NED Países Baixos  | 13.88 | 14.04 | 15.07 | 15.07     | 866    |                      | 2821            | 8          |
| 3    | B     | Noor Vidts                | BEL Bélgica        | 14.34 | 14.23 | 14.57 | 14.57     | 832    |                      | 2957            | 4          |
| 4    | A     | Emma Oosterwegel          | NED Países Baixos  | 13.28 | 14.54 | 14.46 | 14.54     | 830    | Recorde pessoal      | 2796            | 10         |
| 5    | A     | Katarina Johnson-Thompson | GBR Grã-Bretanha   | 13.38 | 12.65 | 14.44 | 14.44     | 823    | Recorde pessoal      | 3020            | 2          |
| 6    | B     | Saga Vanninen             | FIN Finlândia      | 13.98 | 14.19 | 13.67 | 14.19     | 807    |                      | 2744            | 18         |
| 7    | A     | Martha Araújo             | COL Colômbia       | 14.15 | 13.68 | 13.69 | 14.15     | 804    | Recorde pessoal      | 2773            | 11         |
| 8    | B     | Anna Hall                 | USA Estados Unidos | 13.42 | 14.11 | x     | 14.11     | 801    |                      | 2965            | 3          |
| 9    | B     | Carolin Schäfer           | GER Alemanha       | 13.80 | 13.88 | 14.02 | 14.02     | 795    |                      | 2724            | 16         |
| 10   | B     | Annik Kälin               | SUI Suíça          | 14.02 | 13.79 | x     | 14.02     | 795    |                      | 2842            | 6          |
| 11   | A     | Sofie Dokter              | NED Países Baixos  | 12.91 | 13.97 | 13.10 | 13.97     | 792    | Recorde pessoal      | 2886            | 5          |
| 12   | A     | Adrianna Sułek-Schubert   | POL Polônia        | 13.94 | x     | x     | 13.94     | 790    | Recorde da temporada | 2808            | 9          |
| 13   | A     | Xénia Krizsán             | HUN Hungria        | 13.89 | 13.89 | x     | 13.89     | 787    |                      | 2762            | 13         |
| 14   | B     | Kate O'Connor             | IRL Irlanda        | 13.79 | 13.30 | 13.32 | 13.79     | 780    |                      | 2688            | 18         |
| 15   | B     | Auriana Lazraq-Khlass     | FRA França         | 13.69 | x     | x     | 13.69     | 773    |                      | 2647            | 20         |
| 16   | B     | Rita Nemes                | HUN Hungria        | 13.64 | 13.27 | 13.33 | 13.64     | 770    |                      | 2715            | 17         |
| 17   | B     | Chari Hawkins             | USA Estados Unidos | 13.64 | 13.32 | 13.01 | 13.64     | 770    |                      | 1100            | 22         |
| 18   | B     | Taliyah Brooks            | USA Estados Unidos | 13.58 | 12.73 | 12.77 | 13.58     | 766    |                      | 2831            | 7          |
| 19   | A     | Camryn Newton-Smith       | AUS Austrália      | 12.44 | 13.11 | 12.53 | 13.11     | 735    |                      | 2769            | 12         |
| 20   | A     | Jade O'Dowda              | GBR Grã-Bretanha   | x     | 13.05 | 13.10 | 13.10     | 734    |                      | 2758            | 14         |
| 21   | A     | Tori West                 | AUS Austrália      | 12.52 | 12.81 | 12.68 | 12.81     | 715    |                      | 2615            | 21         |
| 22   | A     | Sveva Gerevini            | ITA Itália         | 12.80 | 12.20 | 11.98 | 12.80     | 714    | Recorde pessoal      | 2682            | 19         |
|      | A     | Sophie Weißenberg         | GER Alemanha       | –     | –     | –     | –         | –      | DNS                  |                 |            |

### 200 metros
Os seguintes resultados foram estabelecidos na quarta prova do primeiro dia:
| Pos.                                                                 | Bateria | Atleta                    | CON                | Tempo | Pontos | Notas                | Pontuação geral | Posição geral |
| -------------------------------------------------------------------- | ------- | ------------------------- | ------------------ | ----- | ------ | -------------------- | --------------- | ------------- |
| 1                                                                    | 3       | Katarina Johnson-Thompson | GBR Grã-Bretanha   | 23.44 | 1035   |                      | 4055            | 1             |
| 2                                                                    | 2       | Sveva Gerevini            | ITA Itália         | 23.58 | 1021   | Recorde pessoal      | 3703            | 13            |
| 3                                                                    | 3       | Sofie Dokter              | NED Países Baixos  | 23.73 | 1007   |                      | 3893            | 5             |
| 4                                                                    | 2       | Carolin Schäfer           | GER Alemanha       | 23.85 | 995    | Recorde da temporada | 3719            | 11            |
| 5                                                                    | 2       | Noor Vidts                | BEL Bélgica        | 23.86 | 994    |                      | 3951            | 4             |
| 6                                                                    | 3       | Auriana Lazraq-Khlass     | FRA França         | 23.87 | 993    |                      | 3640            | 18            |
| 7                                                                    | 3       | Annik Kälin               | SUI Suíça          | 23.88 | 992    |                      | 3834            | 6             |
| 8                                                                    | 2       | Anna Hall                 | USA Estados Unidos | 23.89 | 991    |                      | 3956            | 3             |
| 9                                                                    | 3       | Taliyah Brooks            | USA Estados Unidos | 24.02 | 979    |                      | 3810            | 7             |
| 10                                                                   | 1       | Adrianna Sułek-Schubert   | POL Polônia        | 24.20 | 962    | Recorde da temporada | 3770            | 8             |
| 11                                                                   | 2       | Emma Oosterwegel          | NED Países Baixos  | 24.35 | 947    | Recorde da temporada | 3743            | 10            |
| 12                                                                   | 3       | Anouk Vetter              | NED Países Baixos  | 24.36 | 946    |                      | 3767            | 9             |
| 13                                                                   | 1       | Nafissatou Thiam          | BEL Bélgica        | 24.46 | 937    | Recorde da temporada | 4007            | 2             |
| 14                                                                   | 2       | Martha Araújo             | COL Colômbia       | 24.46 | 937    |                      | 3710            | 12            |
| 15                                                                   | 2       | Chari Hawkins             | USA Estados Unidos | 24.49 | 934    |                      | 2804            | 22            |
| 16                                                                   | 3       | Tori West                 | AUS Austrália      | 24.73 | 912    |                      | 3527            | 21            |
| 17                                                                   | 1       | Saga Vanninen             | FIN Finlândia      | 24.74 | 911    | Recorde da temporada | 3655            | 16            |
| 18                                                                   | 2       | Camryn Newton-Smith       | AUS Austrália      | 24.76 | 909    |                      | 3678            | 14            |
| 19                                                                   | 1       | Kate O'Connor             | IRL Irlanda        | 24.77 | 908    | Recorde da temporada | 3596            | 19            |
| 20                                                                   | 1       | Xénia Krizsán             | HUN Hungria        | 24.92 | 894    | Recorde da temporada | 3656            | 15            |
| 21                                                                   | 1       | Jade O'Dowda              | GBR Grã-Bretanha   | 24.97 | 890    |                      | 3648            | 17            |
| 22                                                                   | 1       | Rita Nemes                | HUN Hungria        | 25.61 | 832    |                      | 3547            | 20            |
|                                                                      | 3       | Sophie Weißenberg         | GER Alemanha       | –     | –      | DNS                  |                 |               |
| Vento: Bateria 1: +0.2 m/s, Bateria 2: +0.4 m/s, Bateria 3: –0.5 m/s |         |                           |                    |       |        |                      |                 |               |

### Salto em distância
Os seguintes resultados foram estabelecidos na primeira prova do segundo dia:
| Pos. | Grupo | Atleta                    | CON                | #1   | #2   | #3   | Distância | Pontos | Notas                | Pontuação geral | Posição geral |
| ---- | ----- | ------------------------- | ------------------ | ---- | ---- | ---- | --------- | ------ | -------------------- | --------------- | ------------- |
| 1    | B     | Martha Araújo             | COL Colômbia       | 6.21 | 6.25 | 6.61 | 6.61      | 1043   | Recorde pessoal      | 4753            | 7             |
| 2    | B     | Annik Kälin               | SUI Suíça          | x    | 6.59 | 6.41 | 6.59      | 1036   |                      | 4870            | 3             |
| 3    | B     | Nafissatou Thiam          | BEL Bélgica        | 6.05 | 6.41 | 6.41 | 6.41      | 978    |                      | 4985            | 2             |
| 4    | B     | Noor Vidts                | BEL Bélgica        | 6.40 | 6.10 | 6.16 | 6.40      | 975    |                      | 4926            | 4             |
| 5    | B     | Katarina Johnson-Thompson | GBR Grã-Bretanha   | 4.65 | 6.04 | 6.40 | 6.40      | 975    |                      | 5030            | 1             |
| 6    | B     | Jade O'Dowda              | GBR Grã-Bretanha   | 6.33 | 6.33 | 6.31 | 6.33      | 953    |                      | 4601            | 11            |
| 7    | A     | Sofie Dokter              | NED Países Baixos  | 6.26 | x    | 6.08 | 6.26      | 930    |                      | 4823            | 6             |
| 8    | A     | Adrianna Sułek-Schubert   | POL Polônia        | 6.09 | x    | 6.22 | 6.22      | 918    | Recorde da temporada | 4688            | 12            |
| 9    | B     | Taliyah Brooks            | USA Estados Unidos | 5.72 | x    | 6.15 | 6.15      | 896    |                      | 4706            | 10            |
| 10   | B     | Anouk Vetter              | NED Países Baixos  | 6.12 | 6.10 | 6.12 | 6.12      | 887    |                      | 4654            | 21            |
| 11   | B     | Sveva Gerevini            | ITA Itália         | 6.08 | x    | 5.94 | 6.08      | 874    |                      | 4577            | 15            |
| 12   | A     | Xénia Krizsán             | HUN Hungria        | x    | 5.86 | 6.03 | 6.03      | 859    |                      | 4515            | 9             |
| 13   | A     | Anna Hall                 | USA Estados Unidos | 5.93 | 5.80 | 5.72 | 5.93      | 828    |                      | 4784            | 5             |
| 14   | A     | Chari Hawkins             | USA Estados Unidos | x    | 5.90 | 5.66 | 5.90      | 819    |                      | 3623            | 22            |
| 15   | A     | Rita Nemes                | HUN Hungria        | 5.88 | 5.72 | 5.84 | 5.88      | 813    |                      | 4360            | 19            |
| 16   | B     | Saga Vanninen             | FIN Finlândia      | 5.85 | 5.82 | 4.95 | 5.85      | 804    |                      | 4459            | 13            |
| 17   | A     | Kate O'Connor             | IRL Irlanda        | 5.67 | 5.75 | 5.79 | 5.79      | 786    |                      | 4382            | 14            |
| 18   | A     | Camryn Newton-Smith       | AUS Austrália      | 5.41 | 5.78 | 5.46 | 5.78      | 783    |                      | 4461            | 16            |
| 19   | A     | Emma Oosterwegel          | NED Países Baixos  | 5.57 | 5.65 | 5.68 | 5.68      | 753    |                      | 4496            | 8             |
| 20   | B     | Auriana Lazraq-Khlass     | FRA França         | x    | x    | 5.59 | 5.59      | 726    |                      | 4366            | 18            |
| 21   | A     | Carolin Schäfer           | GER Alemanha       | 5.52 | x    | 5.52 | 5.52      | 706    |                      | 4425            | 17            |
| 22   | A     | Tori West                 | AUS Austrália      | 5.41 | 5.39 | 5.25 | 5.41      | 674    |                      | 4201            | 20            |

### Lançamento de dardo
Os seguintes resultados foram estabelecidos na segunda prova do segundo dia:
| Pos. | Grupo | Atleta                    | CON                | #1    | #2    | #3    | Distância | Pontos | Notas                | Pontuação geral | Posição geral |
| ---- | ----- | ------------------------- | ------------------ | ----- | ----- | ----- | --------- | ------ | -------------------- | --------------- | ------------- |
| 1    | B     | Nafissatou Thiam          | BEL Bélgica        | 54.04 | x     | 52.56 | 54.04     | 939    | Recorde da temporada | 5924            | 1             |
| 2    | B     | Emma Oosterwegel          | NED Países Baixos  | 51.78 | 48.97 | 52.39 | 52.39     | 906    |                      | 5402            | 8             |
| 3    | B     | Kate O'Connor             | IRL Irlanda        | 50.36 | 50.17 | 46.63 | 50.36     | 867    |                      | 5249            | 14            |
| 4    | A     | Xénia Krizsán             | HUN Hungria        | 48.19 | 45.24 | 49.52 | 49.52     | 851    | Recorde da temporada | 5366            | 9             |
| 5    | B     | Tori West                 | AUS Austrália      | 48.79 | x     | 41.83 | 48.79     | 837    |                      | 5038            | 20            |
| 6    | B     | Annik Kälin               | SUI Suíça          | 48.14 | 42.37 | 45.85 | 48.14     | 824    | Recorde da temporada | 5694            | 3             |
| 7    | A     | Saga Vanninen             | FIN Finlândia      | 46.81 | 47.00 | 46.00 | 47.00     | 802    | Recorde da temporada | 5261            | 13            |
| 8    | B     | Carolin Schäfer           | GER Alemanha       | 46.45 | 46.32 | 45.75 | 46.45     | 791    |                      | 5216            | 17            |
| 9    | A     | Anna Hall                 | USA Estados Unidos | x     | 45.99 | 44.60 | 45.99     | 783    | Recorde pessoal      | 5567            | 5             |
| 10   | B     | Martha Araújo             | COL Colômbia       | x     | 40.66 | 45.67 | 45.67     | 776    |                      | 5529            | 7             |
| 11   | A     | Katarina Johnson-Thompson | GBR Grã-Bretanha   | 44.64 | x     | 45.49 | 45.49     | 773    | Recorde da temporada | 5803            | 2             |
| 12   | B     | Auriana Lazraq-Khlass     | FRA França         | 43.61 | 43.25 | 45.37 | 45.37     | 771    |                      | 5137            | 18            |
| 13   | A     | Noor Vidts                | BEL Bélgica        | 43.54 | 43.83 | 45.00 | 45.00     | 763    | Recorde pessoal      | 5689            | 4             |
| 14   | A     | Camryn Newton-Smith       | AUS Austrália      | 38.95 | 44.77 | 44.02 | 44.77     | 759    |                      | 5220            | 16            |
| 15   | B     | Chari Hawkins             | USA Estados Unidos | 44.30 | 42.40 | x     | 44.30     | 750    |                      | 4373            | 21            |
| 16   | A     | Jade O'Dowda              | GBR Grã-Bretanha   | 44.05 | 43.38 | 41.94 | 44.05     | 745    | Recorde da temporada | 5346            | 11            |
| 17   | A     | Rita Nemes                | HUN Hungria        | 43.64 | 42.70 | 42.27 | 43.64     | 737    |                      | 5097            | 19            |
| 18   | B     | Sofie Dokter              | NED Países Baixos  | 41.23 | 42.26 | 42.46 | 42.46     | 715    |                      | 5538            | 6             |
| 19   | A     | Sveva Gerevini            | ITA Itália         | 37.74 | 39.68 | 36.30 | 39.68     | 661    |                      | 5238            | 15            |
| 20   | A     | Taliyah Brooks            | USA Estados Unidos | 37.84 | 38.76 | 38.22 | 38.76     | 644    |                      | 5350            | 10            |
| 21   | A     | Adrianna Sułek-Schubert   | POL Polônia        | 35.60 | x     | 36.63 | 36.63     | 603    |                      | 5291            | 12            |
|      | B     | Anouk Vetter              | NED Países Baixos  | –     | –     | –     | –         |        | DNS                  | DNF             |               |

### 800 metros
Os seguintes resultados foram estabelecidos na terceira prova do segundo dia:
| Pos. | Bateria | Atleta                    | CON                | Tempo   | Pontos | Notas                | Pontuação geral | Posição geral |
| ---- | ------- | ------------------------- | ------------------ | ------- | ------ | -------------------- | --------------- | ------------- |
| 1    | 2       | Anna Hall                 | USA Estados Unidos | 2:04.39 | 1048   | =                    | 6615            | 5             |
| 2    | 2       | Katarina Johnson-Thompson | GBR Grã-Bretanha   | 2:04.90 | 1041   | Recorde pessoal      | 6844            | 2             |
| 3    | 2       | Xénia Krizsán             | HUN Hungria        | 2:06.27 | 1020   | Recorde pessoal      | 6386            | 7             |
| 4    | 2       | Noor Vidts                | BEL Bélgica        | 2:06.38 | 1018   | Recorde pessoal      | 6707            | 3             |
| 5    | 2       | Emma Oosterwegel          | NED Países Baixos  | 2:08.67 | 984    | Recorde pessoal      | 6386            | 7             |
| 6    | 1       | Sveva Gerevini            | ITA Itália         | 2:08.84 | 982    | Recorde pessoal      | 6220            | 13            |
| 7    | 1       | Auriana Lazraq-Khlass     | FRA França         | 2:09.45 | 973    | Recorde pessoal      | 6110            | 16            |
| 8    | 1       | Rita Nemes                | HUN Hungria        | 2:10.10 | 963    | Recorde pessoal      | 6060            | 18            |
| 9    | 2       | Nafissatou Thiam          | BEL Bélgica        | 2:10.62 | 956    | Recorde pessoal      | 6880            | 1             |
| 10   | 2       | Annik Kälin               | SUI Suíça          | 2:11.33 | 945    | Recorde pessoal      | 6639            | 4             |
| 11   | 1       | Adrianna Sułek-Schubert   | POL Polônia        | 2:12.06 | 935    | Recorde da temporada | 6226            | 12            |
| 12   | 1       | Jade O'Dowda              | GBR Grã-Bretanha   | 2:12.12 | 934    |                      | 6280            | 10            |
| 13   | 1       | Kate O'Connor             | IRL Irlanda        | 2:13.25 | 918    | Recorde da temporada | 6167            | 14            |
| 14   | 2       | Sofie Dokter              | NED Países Baixos  | 2:13.52 | 914    |                      | 6452            | 6             |
| 15   | 2       | Taliyah Brooks            | USA Estados Unidos | 2:13.95 | 908    |                      | 6258            | 11            |
| 16   | 1       | Saga Vanninen             | FIN Finlândia      | 2:14.36 | 902    | Recorde pessoal      | 6163            | 15            |
| 17   | 1       | Chari Hawkins             | USA Estados Unidos | 2:15.76 | 882    |                      | 5255            | 21            |
| 18   | 1       | Carolin Schäfer           | GER Alemanha       | 2:16.78 | 868    | Recorde da temporada | 6084            | 17            |
| 19   | 2       | Martha Araújo             | COL Colômbia       | 2:17.55 | 857    | Recorde pessoal      | 6386            | 7             |
| 20   | 1       | Tori West                 | AUS Austrália      | 2:20.97 | 810    |                      | 5848            | 20            |
| 21   | 1       | Camryn Newton-Smith       | AUS Austrália      | 2:24.63 | 762    |                      | 5982            | 19            |

## Classificação geral
As três atletas com as maiores pontuações após as sete provas conquistam as medalhas.
Legenda
      Marca mais alta do evento
| Pos.              | Atleta                    | CON                | PG   | 100 B        | SA          | AP          | 200 m        | SD          | LD          | 800 m          |
| ----------------- | ------------------------- | ------------------ | ---- | ------------ | ----------- | ----------- | ------------ | ----------- | ----------- | -------------- |
| Medalha de ouro   | Nafissatou Thiam          | BEL Bélgica        | 6880 | 1041 13.56 s | 1132 1.92 m | 897 15.54 m | 937 24.46 s  | 978 6.41 m  | 939 54.04 m | 956 2:10.62 s  |
| Medalha de prata  | Katarina Johnson-Thompson | GBR Grã-Bretanha   | 6844 | 1065 13.40 s | 1132 1.92 m | 823 14.44 m | 1035 23.44 s | 975 6.40 m  | 773 45.49 m | 1041 2:04.90 s |
| Medalha de bronze | Noor Vidts                | BEL Bélgica        | 6707 | 1109 13.10 s | 1016 1.83 m | 832 14.57 m | 994 23.86 s  | 975 6.40 m  | 763 45.00 m | 1018 2:06.38 s |
| 4                 | Annik Kälin               | SUI Suíça          | 6639 | 1144 12.87 s | 903 1.74 m  | 795 14.02 m | 992 23.88 s  | 1036 6.59 m | 824 48.14 m | 945 2:11.33 s  |
| 5                 | Anna Hall                 | USA Estados Unidos | 6615 | 1071 13.36 s | 1093 1.89 m | 801 14.11 m | 991 23.89 s  | 828 5.93 m  | 783 45.99 m | 1048 2:04.39 s |
| 6                 | Sofie Dokter              | NED Países Baixos  | 6452 | 1040 13.57 s | 1054 1.86 m | 792 13.97 m | 1007 23.73 s | 930 6.26 m  | 715 42.46 m | 914 2:13.52 s  |
| 7                 | Martha Araújo             | COL Colômbia       | 6386 | 1102 13.15 s | 867 1.71 m  | 804 14.15 m | 937 24.46 s  | 1043 6.61 m | 776 45.67 m | 857 2:17.55 s  |
| 7                 | Emma Oosterwegel          | NED Países Baixos  | 6386 | 1063 13.41 s | 903 1.74 m  | 830 14.54 m | 947 24.35 s  | 753 5.68 m  | 906 52.39 m | 984 2:08.67 s  |
| 7                 | Xénia Krizsán             | HUN Hungria        | 6386 | 1034 13.61 s | 941 1.77 m  | 787 13.89 m | 894 24.92 s  | 859 6.03 m  | 851 49.52 m | 1020 2:06.27 s |
| 10                | Jade O'Dowda              | GBR Grã-Bretanha   | 6280 | 1046 13.53 s | 978 1.80 m  | 734 13.10 m | 890 24.97 s  | 953 6.33 m  | 745 44.05 m | 934 2:12.12 s  |
| 11                | Taliyah Brooks            | USA Estados Unidos | 6258 | 1124 13.00 s | 941 1.77 m  | 766 13.58 m | 979 24.02 s  | 896 6.15 m  | 644 38.76 m | 908 2:13.95 s  |
| 12                | Adrianna Sułek-Schubert   | POL Polônia        | 6226 | 1077 13.32 s | 941 1.77 m  | 790 13.94 m | 962 24.20 s  | 918 6.22 m  | 603 36.63 m | 935 2:12.06 s  |
| 13                | Sveva Gerevini            | ITA Itália         | 6220 | 1065 13.40 s | 903 1.74 m  | 714 12.80 m | 1021 23.58 s | 874 6.08 m  | 661 39.68 m | 982 2:08.84 s  |
| 14                | Kate O'Connor             | IRL Irlanda        | 6167 | 967 14.08 s  | 941 1.77 m  | 780 13.79 m | 908 24.77 s  | 786 5.79 m  | 867 50.36 m | 918 2:13.25 s  |
| 15                | Saga Vanninen             | FIN Finlândia      | 6163 | 1034 13.61 s | 903 1.74 m  | 807 14.19 m | 911 24.74 s  | 804 5.85 m  | 802 47.00 m | 902 2:14.36 s  |
| 16                | Auriana Lazraq-Khlass     | FRA França         | 6110 | 1044 13.54 s | 830 1.68 m  | 773 13.69 m | 993 23.87 s  | 726 5.59 m  | 771 45.37 m | 973 2:09.45 s  |
| 17                | Carolin Schäfer           | GER Alemanha       | 6084 | 1062 13.42 s | 867 1.71 m  | 795 14.02 m | 995 23.85 s  | 706 5.52 m  | 791 46.45 m | 868 2:16.78 s  |
| 18                | Rita Nemes                | HUN Hungria        | 6060 | 1004 13.82 s | 941 1.77 m  | 770 13.64 m | 832 25.61 s  | 813 5.88 m  | 737 43.64 m | 963 2:10.10 s  |
| 19                | Camryn Newton-Smith       | AUS Austrália      | 5982 | 1056 13.46 s | 978 1.80 m  | 735 13.11 m | 909 24.76 s  | 783 5.78 m  | 759 44.77 m | 762 2:24.63 s  |
| 20                | Tori West                 | AUS Austrália      | 5848 | 1033 13.62 s | 867 1.71 m  | 715 12.81 m | 912 24.73 s  | 674 5.41 m  | 837 48.79 m | 810 2:20.97 s  |
| 21                | Chari Hawkins             | USA Estados Unidos | 5255 | 1100 13.16 s | 0 NM        | 770 13.64 m | 934 24.49 s  | 819 5.90 m  | 750 44.30 m | 882 2:15.76 s  |
| —                 | Anouk Vetter              | NED Países Baixos  | DNF  | 1052 13.49 s | 903 1.74 m  | 866 15.07 m | 946 24.36 s  | 887 6.12 m  | DNS         |                |
| —                 | Sophie Weißenberg         | GER Alemanha       | DNS  | DNS          | DNS         | DNS         | DNS          |             |             |                |

Legenda
| Recorde mundial      | Recorde mundial (World record)               |                       | Recorde africano                      | Recorde africano (African) |                                           | Q | Classificado por posição (Qualified) |
| Recorde olímpico     | Recorde olímpico (Olympic record)            | Recorde da América    | Recorde da América (Americas)         | q                          | Classificado por melhor tempo (Qualified) |   |                                      |
| Melhor marca do ano  | Melhor marca do ano (World leading)          | Recorde asiático      | Recorde asiático (Asian)              | DNS                        | Não largou (Did not start)                |   |                                      |
| Recorde nacional     | Recorde nacional (National record)           | Recorde europeu       | Recorde europeu (European)            | DNF                        | Não terminou (Did not finish)             |   |                                      |
| Recorde pessoal      | Recorde pessoal do atleta (Personal best)    | Recorde da Oceania    | Recorde da Oceania (Oceania)          | DSQ / DQ                   | Desclassificado (Disqualified)            |   |                                      |
| Recorde da temporada | Recorde da temporada do atleta (Season best) | Recorde sul-americano | Recorde sul-americano (South America) | NM                         | Sem marca (No mark)                       |   |                                      |